# 黄村进士第
29°40′48″N 118°10′17″E / 29.68000°N 118.17139°E
黄村进士第位于中国安徽省黄山市休宁县商山镇黄村下门村，又称黄家大厅，2013年被列为第七批全国重点文物保护单位。
黄村进士第建于明嘉靖十一年（1532年），由族人为嘉靖八年（1529年）已丑科进士黄福而建。黄村进士第占地面积约790平方米，四进五开间，面宽15.5米，进深51米，由前至后有门楼、门屋、享堂、寝楼。